# Acantholeria cineraria
Acantholeria cineraria är en tvåvingeart som först beskrevs av Friedrich Hermann Loew 1862.  Acantholeria cineraria ingår i släktet Acantholeria och familjen myllflugor. Inga underarter finns listade i Catalogue of Life.